# Discografia de Daughtry
Esta é uma lista compreensiva da discografia da banda americana Daughtry.

## Álbuns de estúdio
| Ano  | Detalhes do álbum                                    | Posição nas paradas | Posição nas paradas | Posição nas paradas | Posição nas paradas | Posição nas paradas | Posição nas paradas | Posição nas paradas | Posição nas paradas | Posição nas paradas | Posição nas paradas | Vendas        | Certificações                                    |
| Ano  | Detalhes do álbum                                    | EUA                 | UK                  | AUS                 | NZ                  | ALE                 | SUE                 | FIN                 | FRA                 | CAN                 | SUI                 | Vendas        | Certificações                                    |
| ---- | ---------------------------------------------------- | ------------------- | ------------------- | ------------------- | ------------------- | ------------------- | ------------------- | ------------------- | ------------------- | ------------------- | ------------------- | ------------- | ------------------------------------------------ |
| 2006 | Daughtry - Lançamento: 21 de novembro de 2006        | 1                   | 13                  | 38                  | 16                  | 40                  | 17                  | 34                  | 51                  | 1                   | 35                  | - : 5,040,000 | - EUA: 4× Platina - CAN: 2× Platina - BPI: Prata |
| 2009 | Leave This Town - Lançamento: 14 de julho de 2009    | 1                   | 9                   | 10                  | 3                   | 2                   | 3                   | 1                   | 2                   | 2                   | 5                   | - : 1,329,000 | - EUA: Platina - CAN: Platina                    |
| 2011 | Break the Spell - Lançamento: 21 de novembro de 2011 | 8                   | 67                  | 32                  | 18                  | 27                  | 57                  | —                   | —                   | 13                  | 19                  | - : 513,000   | - EUA: Ouro - CAN: Ouro                          |
| 2013 | Baptized - Lançamento: 19 de novembro de 2013        | 6                   | 42                  | 56                  | —                   | 43                  | —                   | —                   | —                   | 16                  | 24                  | - : 270,000   |                                                  |
| 2018 | Cage to Rattle - Lançamento: 27 de julho de 2018     | 10                  | 14                  | 40                  | —                   | 37                  | —                   | —                   | —                   | 40                  | 8                   | - : 24,000    |                                                  |

## Singles
| Ano  | Canção                      | Posição nas paradas | Posição nas paradas | Posição nas paradas | Posição nas paradas | Posição nas paradas | Posição nas paradas | Posição nas paradas | Posição nas paradas | Posição nas paradas | Posição nas paradas | Certificação (RIAA) | Álbum                           |
| Ano  | Canção                      | EUA                 | EUA Pop             | EUA Main            | EUA Mod             | EUA Adult           | EUA AC              | NZ                  | AUS                 | CAN                 | UK                  | Certificação (RIAA) | Álbum                           |
| ---- | --------------------------- | ------------------- | ------------------- | ------------------- | ------------------- | ------------------- | ------------------- | ------------------- | ------------------- | ------------------- | ------------------- | ------------------- | ------------------------------- |
| 2006 | "It's Not Over"             | 4                   | 3                   | 5                   | 17                  | 1                   | 18                  | 8                   | 22                  | 9                   | —                   | Platina             | Daughtry                        |
| 2007 | "Home"                      | 5                   | 7                   | —                   | —                   | 1                   | 1                   | 23                  | —                   | 7                   | —                   | Platina             | Daughtry                        |
| 2007 | "What I Want" (part. Slash) | —                   | —                   | 6                   | —                   | —                   | —                   | —                   | —                   | 93                  | —                   | -                   | Daughtry                        |
| 2007 | "Over You"                  | 18                  | 14                  | —                   | —                   | 3                   | 16                  | 26                  | —                   | 16                  | —                   | Ouro                | Daughtry                        |
| 2007 | "Crashed"                   | —                   | —                   | 24                  | —                   | —                   | —                   | —                   | —                   | —                   | —                   | -                   | Daughtry                        |
| 2008 | "Feels Like Tonight"        | 24                  | 17                  | —                   | —                   | 1                   | 5                   | —                   | —                   | 30                  | —                   | -                   | Daughtry                        |
| 2008 | "What About Now"            | 18                  | 21                  | —                   | —                   | 3                   | 3                   | —                   | —                   | 17                  | 11                  | -                   | Daughtry                        |
| 2009 | "No Surprise"               | 15                  | 9                   | —                   | —                   | 1                   | 4                   | 22                  | 34                  | 13                  | —                   | -                   | Leave This Town                 |
| 2009 | "Life After You"            | 36                  | 19                  | —                   | —                   | 4                   | 6                   | —                   | —                   | 34                  | 68                  | -                   | Leave This Town                 |
| 2010 | "September"                 | 36                  | 20                  | —                   | —                   | 2                   | 3                   | —                   | —                   | 29                  | 43                  | -                   | Leave This Town                 |
| 2011 | "Renegade"                  | —                   | —                   | —                   | —                   | —                   | —                   | —                   | —                   | 90                  | —                   | -                   | Break The Spell                 |
| 2011 | "Crawling Back to You"      | 41                  | —                   | —                   | —                   | 12                  | 30                  | —                   | —                   | 36                  | —                   | -                   | Break The Spell                 |
| 2012 | "Rescue Me"                 | —                   | —                   | —                   | —                   | —                   | —                   | —                   | —                   | —                   | —                   | -                   | Break The Spell                 |
| 2012 | "Start of Something Good"   | —                   | —                   | —                   | —                   | 31                  | —                   | —                   | —                   | —                   | —                   | -                   | Break The Spell                 |
| 2013 | "Waiting for Superman"      | 66                  | 40                  | —                   | —                   | 11                  | 15                  | —                   | —                   | 51                  | 80                  | Platina             | Baptized                        |
| 2014 | "Battleships"               | —                   | —                   | —                   | —                   | 20                  | —                   | —                   | —                   | —                   | —                   | -                   | Baptized                        |
| 2016 | "Torches"                   | —                   | —                   | —                   | —                   | 40                  | —                   | —                   | —                   | —                   | —                   | -                   | It's Not Over...The Hits So Far |
| 2018 | "Deep End"                  | —                   | —                   | —                   | —                   | 27                  | —                   | —                   | —                   | —                   | —                   | -                   | Cage to Rattle                  |

## Outros singles
| Ano  | Titulo             | Melhor posição | Melhor posição | Melhor posição | Álbum           |
| Ano  | Titulo             | EUA            | EUA Country    | EUA Digital    | Álbum           |
| ---- | ------------------ | -------------- | -------------- | -------------- | --------------- |
| 2009 | "You Don't Belong" | 95             | —              | 22             | Leave This Town |
| 2009 | "Tennessee Line"   | 101            | 48             | 66             | Leave This Town |

## Outras Canções
| Ano  | Titulo          | Melhor posição | Melhor posição | Álbum             | Participação especial |
| Ano  | Titulo          | EUA            | EUA            | Álbum             | Participação especial |
| ---- | --------------- | -------------- | -------------- | ----------------- | --------------------- |
| 2009 | "Long Way Down" | —              | —              | Shock Value II    | Timbaland             |
| 2010 | "Had Enough"    | —              | —              | Smoke and Mirrors | Lifehouse             |

## Video clipes
| Ano  | Canção                    | Diretor(es)          |
| ---- | ------------------------- | -------------------- |
| 2006 | "It's Not Over"           | Dean Karr/Jay Martin |
| 2007 | "Home"                    | Danny Clinch         |
| 2007 | "Over You"                | P.R. Brown           |
| 2007 | "Crashed" 3               |                      |
| 2008 | "Feels Like Tonight"      | Martin Weisz         |
| 2008 | "What About Now"          | Kevin Kerslake       |
| 2009 | "No Surprise"             | Nathan Cox           |
| 2009 | "Life After You"          | Paul Minor           |
| 2010 | "September"               | Chris Sims           |
| 2011 | "Crawling Back to You"    | Laurent Briet        |
| 2011 | "Renegade"                | Chapman Baehler      |
| 2012 | "Outta My Head"           | Shane Drake          |
| 2012 | "Rescue Me"               |                      |
| 2012 | "Start of Something Good" | Nigel Dick           |
| 2013 | "Waiting for Superman"    | Shane Drake          |
| 2014 | "Battleships"             | Joe Diestch          |
| 2016 | "Torches"                 | Desconhecido         |
| 2016 | "Bring Me to Life"        | Desconhecido         |
| 2018 | "Backbone"                | Desconhecido         |
| 2018 | "Deep End"                | Desconhecido         |